# Let's Dance 2009
Let's Dance 2009 var den fjärde säsongen av TV-programmet Let's Dance som sändes i TV 4. Första programmet sändes den 9 januari och det sista programmet den 27 mars. Programledare var David Hellenius och Jessica Almenäs. Juryn bestod som tidigare år av Maria Öhrman, Dermot Clemenger, Ann Wilson och Tony Irving. Segrare blev slutligen Magnus Samuelsson som utgjorde par tillsammans med Let's Dance 2007 och Let's Dance 2008 års tvåa Annika Sjöö.

## Tävlande
TV 4 försökte från början att hålla deltagarna hemliga. En trailer började visas i början av december 2008, där man dock kunde identifiera flera av deltagarna, iklädda masker. 
Den 30 december 2008 presenterade TV 4 officiellt de tolv deltagarna och deras danspartners. Paren som presenterades var som följer:
- Elisabet Höglund, journalist på Expressen, dansar med Tobias Karlsson
- Magdalena Graaf, författare och före detta modell, dansar med Daniel da Silva
- Laila Bagge, talangscout, dansar med Tobias Wallin
- Linda Haglund, f.d. friidrottare, dansar med Martin Ragnarsson
- Isabella Löwengrip, känd som bloggaren Blondinbella, dansar med Jonathan Näslund
- Kitty Jutbring, TV-personlighet och radiopratare, dansar med Anders Jacobson
- Carl-Jan Granqvist, krögare, dansar med Maria Lindberg
- Hasse Aro, programledare "Efterlyst" på TV3, dansar med Charlotte Sinclair
- Magnus Samuelsson, världens starkaste man, dansar med Annika Sjöö
- Morgan "Mojje" Johansson, TV-personlighet TV 4, dansar med Jeanette Carlsson
- George Scott, boxare med OS-silver från 1988, dansar med Maria Karlsson
- Morgan Alling, skådespelare, dansar med Helena Fransson

Samtliga deltagare hade dessutom var sin blogg på den officiella hemsidan.
Morgan "Mojje" Johansson var med i premiärprogrammet med fick sedan avbryta sin medverkan då han drabbades av en hjärtinfarkt. Hans ersättare blev nära vännen och kollegan Niclas Wahlgren.
Även Magdalena Graaf hoppade av men hon fick dock inte någon ersättare. Avhoppet berodde på en blödning i hjärnan som ledde till en akut operation.

### Program 1
Sändes den 9 januari 2009. I program 1 röstades ingen ut.
- Hasse Aro och Charlotte Sinclair - Cha-Cha-Cha
- Magnus Samuelsson och Annika Sjöö - Vals
- Kitty Jutbring och Anders Jacobson - Cha-Cha-Cha
- Carl Jan Granqvist och Maria Lindberg - Vals
- Isabella Löwengrip och Jonathan Näslund - Cha-Cha-Cha
- George Scott och Maria Karlsson - Cha-Cha-Cha
- Linda Haglund och Martin Ragnarsson - Vals
- Morgan Alling och Helena Fransson - Cha-Cha-Cha
- Elisabet Höglund och Tobias Karlsson - Vals
- Laila Bagge och Tobias Wallin - Cha-Cha-Cha
- Morgan "Mojje" Johansson och Jeanette Carlsson - Vals
- Magdalena Graaf och Daniel da Silva - Vals

Mojje tvingades hoppa av efter att ha drabbats av en hjärtattack i direktsändning.

### Program 2
Sändes den 16 januari 2009.
- Morgan Alling och Helena Fransson - Quickstep
- Magdalena Graaf och Daniel da Silva - Rumba
- George Scott och Maria Karlsson - Quickstep
- Linda Haglund och Martin Ragnarsson - Rumba
- Hasse Aro och Charlotte Sinclair - Quickstep
- Magnus Samuelsson och Annika Sjöö - Rumba
- Laila Bagge och Tobias Wallin - Quickstep
- Elisabet Höglund och Tobias Karlsson - Rumba
- Kitty Jutbring och Anders Jacobson - Quickstep
- Carl Jan Granqvist och Maria Lindberg - Rumba
- Isabella Löwengrip och Jonathan Näslund - Quickstep
- Niclas Wahlgren och Jeanette Carlsson - Rumba

#### Utröstningen
Listar veckovis de 3 par som erhöll minst antal tittarröster.

Den av dessa två par som är markerad med mörkgrå färg är det par som tvingats lämna tävlingen.
| Lägst antal tittarröster            |                                 |
| Linda Haglund och Martin Ragnarsson | George Scott och Maria Karlsson |

Placering
- 1. Laila och Tobias 28
- 2. Magnus och Annika 19
- 3. Morgan och Helena 17
- 4. Niclas och Jeanette 17
- 5. Isabella och Jonathan 13
- 6. George och Maria 12
- 7. Magdalena och Daniel 12

### Program 3
Sändes den 23 januari 2009.
- Kitty Jutbring och Anders Jacobson - Jive
- Niclas Wahlgren och Jeanette Carlsson - Tango
- Isabella Löwengrip och Jonathan Näslund - Jive
- Carl Jan Granqvist och Maria Lindberg - Tango
- Laila Bagge och Tobias Wallin - Jive
- Magnus Samuelsson och Annika Sjöö - Tango
- George Scott och Maria Karlsson - Jive
- Elisabet Höglund och Tobias Karlsson - Tango
- Morgan Alling och Helena Fransson - Jive
- Magdalena Graaf och Daniel da Silva - Tango
- Hasse Aro och Charlotte Sinclair - Jive

#### Utröstningen
Listar veckovis de 2 par som erhöll minst antal tittarröster.

Den av dessa två par som är markerad med mörkgrå färg är det par som tvingats lämna tävlingen.
| Lägst antal tittarröster                |                                    |
| Isabella Löwengrip och Jonathan Näslund | Kitty Jutbring och Anders Jacobson |

Magdalena Graaf valde under veckan att hoppa av på grund av hjärnblödning.

### Program 4
Sändes den 30 januari 2009.
- Niclas Wahlgren och Jeanette Carlsson - Paso Doble
- Laila Bagge och Tobias Wallin - Slowfox
- Carl Jan Granqvist och Maria Lindberg - Paso Doble
- George Scott och Maria Karlsson - Slowfox
- Elisabet Höglund och Tobias Karlsson - Paso Doble
- Hasse Aro och Charlotte Sinclair - Slowfox
- Magnus Samuelsson och Annika Sjöö - Paso Doble
- Kitty Jutbring och Anders Jacobson - Slowfox
- Morgan Alling och Helena Fransson - Slowfox

#### Utröstningen
Listar veckovis de 2 par som erhöll minst antal tittarröster.

Denna vecka fick inget par lämna tävlingen
| Lägst antal tittarröster              |                                 |                                  |
| Carl Jan Granqvist och Maria Lindberg | George Scott och Maria Karlsson | Hasse Aro och Charlotte Sinclair |

### Program 5
Sändes den 6 februari 2009.
- Magnus Samuelsson och Annika Sjöö - Samba
- Niclas Wahlgren och Jeanette Carlsson - Samba
- Kitty Jutbring och Anders Jacobson - Samba
- Carl Jan Granqvist och Maria Lindberg - Samba
- Hasse Aro och Charlotte Sinclair - Samba
- Elisabet Höglund och Tobias Karlsson - Samba
- George Scott och Maria Karlsson - Samba
- Morgan Alling och Helena Fransson - Samba
- Laila Bagge och Tobias Wallin - Samba

#### Utröstningen
Listar veckovis de 2 par som erhöll minst antal tittarröster.

Den av dessa två par som är markerad med mörkgrå färg är det par som tvingats lämna tävlingen.
| Lägst antal tittarröster         |                                    |
| Hasse Aro och Charlotte Sinclair | Kitty Jutbring och Anders Jacobson |

### Program 6
Sändes den 13 februari 2009.
- Niclas Wahlgren och Jeanette Carlsson - Cha-Cha-Cha
- Kitty Jutbring och Anders Jacobson - Vals
- Elisabet Höglund och Tobias Karlsson - Cha-Cha-Cha
- George Scott och Maria Karlsson - Vals
- Carl Jan Granqvist och Maria Lindberg - Cha-Cha-Cha
- Laila Bagge och Tobias Wallin - Vals
- Magnus Samuelsson och Annika Sjöö - Cha-Cha-Cha
- Morgan Alling och Helena Fransson - Vals

#### Utröstningen
Listar veckovis de 2 par som erhöll minst antal tittarröster.

Den av dessa två par som är markerad med mörkgrå färg är det par som tvingats lämna tävlingen.
| Lägst antal tittarröster           |                                 |
| Kitty Jutbring och Anders Jacobson | George Scott och Maria Karlsson |

### Program 7
Sändes den 20 februari 2009.
- Magnus Samuelsson och Annika Sjöö - Quickstep
- Morgan Alling och Helena Fransson - Rumba
- Elisabet Höglund och Tobias Karlsson - Quickstep
- Laila Bagge och Tobias Wallin - Rumba
- Niclas Wahlgren och Jeanette Carlsson - Quickstep
- George Scott och Maria Karlsson - Rumba
- Carl Jan Granqvist och Maria Lindberg - Quickstep

#### Utröstningen
Listar veckovis de 2 par som erhöll minst antal tittarröster.

Den av dessa två par som är markerad med mörkgrå färg är det par som tvingats lämna tävlingen.
| Lägst antal tittarröster        |                                      |
| George Scott och Maria Karlsson | Elisabet Höglund och Tobias Karlsson |

### Program 8
Sändes den 27 februari 2009.
- Carl Jan Granqvist och Maria Lindberg - Jive
- Niclas Wahlgren och Jeanette Carlsson - Jive
- Morgan Alling och Helena Fransson - Tango
- Magnus Samuelsson och Annika Sjöö - Jive
- Laila Bagge och Tobias Wallin - Tango
- Elisabet Höglund och Tobias Karlsson - Jive

#### Utröstningen
Listar veckovis de 2 par som erhöll minst antal tittarröster.

Den av dessa två par som är markerad med mörkgrå färg är det par som tvingats lämna tävlingen.
| Lägst antal tittarröster              |                                      |
| Carl Jan Granqvist och Maria Lindberg | Elisabet Höglund och Tobias Karlsson |

### Program 9
Sändes den 6 mars 2009.
- Morgan Alling och Helena Fransson - Paso Doble
- Niclas Wahlgren och Jeanette Carlsson - Slowfox
- Laila Bagge och Tobias Wallin - Paso Doble
- Elisabet Höglund och Tobias Karlsson - Slowfox
- Magnus Samuelsson och Annika Sjöö - Slowfox

#### Utröstningen
Listar veckovis de 2 par som erhöll minst antal tittarröster.

Den av dessa två par som är markerad med mörkgrå färg är det par som tvingats lämna tävlingen.
| Lägst antal tittarröster              |                                      |
| Niclas Wahlgren och Jeanette Carlsson | Elisabet Höglund och Tobias Karlsson |

### Program 10
Sändes den 13 mars 2009. Alla danspar dansade också gemensamt en temadans.
Omgång 1
- Laila Bagge och Tobias Wallin - Bugg
- Magnus Samuelsson och Annika Sjöö - Bugg
- Elisabet Höglund och Tobias Karlsson - Bugg
- Morgan Alling och Helena Fransson - Bugg

Omgång 2
- Laila Bagge och Tobias Wallin - Salsa
- Magnus Samuelsson och Annika Sjöö - Salsa
- Elisabet Höglund och Tobias Karlsson - Salsa
- Morgan Alling och Helena Fransson - Salsa

#### Utröstningen
Listar veckovis de 2 par som erhöll minst antal tittarröster.

Den av dessa två par som är markerad med mörkgrå färg är det par som tvingats lämna tävlingen.
| Lägst antal tittarröster             |                               |
| Elisabet Höglund och Tobias Karlsson | Laila Bagge och Tobias Wallin |

### Program 11
Sändes den 20 mars 2009.
Gäst denna vecka var Darin.
Omgång 1
- Morgan Alling och Helena Fransson - Quickstep
- Laila Bagge och Tobias Wallin - Jive
- Magnus Samuelsson och Annika Sjöö - Rumba

Omgång 2
- Morgan Alling och Helena Fransson - Slowfox
- Laila Bagge och Tobias Wallin - Quickstep
- Magnus Samuelsson och Annika Sjöö - Tango

#### Utröstningen
Listar veckovis de 2 par som erhöll minst antal tittarröster.

Den av dessa två par som är markerad med mörkgrå färg är det par som tvingats lämna tävlingen.
| Lägst antal tittarröster          |                                   |
| Morgan Alling och Helena Fransson | Magnus Samuelsson och Annika Sjöö |

### Program 12 (Finalen)
Sändes den 27 mars 2009.
Tittare: Över 2,6 miljoner
Omgång 1
- Laila Bagge och Tobias Wallin - Paso Doble
- Magnus Samuelsson och Annika Sjöö - Bugg

Omgång 2
- Laila Bagge och Tobias Wallin - Tango
- Magnus Samuelsson och Annika Sjöö - Slowfox

Omgång 3
- Laila Bagge och Tobias Wallin - Showdans
- Magnus Samuelsson och Annika Sjöö - Showdans

Listar nedan det par som erhöll flest antal tittarröster och därmed vann Let's Dance 2009.
| Vinnare                           |
| Magnus Samuelsson och Annika Sjöö |